# Olson Cars
Olson Cars war ein US-amerikanischer Chassis-Hersteller im Monoposto-Rennwagenbau der 1950er-Jahre.

## Geschichte
Norm Olsen, ein privater Konstrukteur aus Grosse Pointe, Michigan, konstruierte 1947 einen eigenen Rennwagen der auf der Chassis-Konstruktion eines Maserati 8CTF sowie eines Offenhauser Vierzylinder-Motors basierte. Das Auto kam von 1948 bis 1950 bei insgesamt 9 Rennen der AAA-National-Meisterschaften zum Einsatz. Als bestes Resultat erzielte der Wagen einen siebten Platz beim Springfield 100 Rennen 1948 auf dem Illinois State Fairgrounds. Beim 500-Meilen-Rennen von Indianapolis 1950, das zur Saison 1950 der Formel-1-Weltmeisterschaft zählte, fuhr Jackie Holmes den Olson und wurde mit 15 Runden Rückstand 23. 
Das Auto wurde später von Jim Gore, einem professionellen Alligatorjäger und Besitzer eines Schrottplatzes, nach Jamaika gebracht, wo es - inzwischen mit einem Chevrolet V-8-Motor ausgestattet - beim Grand Prix von Jamaika 1962 an den Start ging und angeblich hinter einem Lotus den zweiten Platz belegte. Der Wagen endete später auf Gores Schrottplatz, wo er schließlich vom Lotus-Historiker Graham Capel gekauft und nach Großbritannien verschifft wurde. In den 1970er Jahren begann die Restaurierung, einschließlich der Rückkehr zur Lackierung des Indianapolis 500 von 1950, wobei Capel 1980 schließlich einen passenden Offenhauser-Motor erwarb. Nach mehreren Besitzern in Großbritannien 
kehrte der Norm Olson Special 2017 nach Amerika zurück, wo er in die Sammlung von Sam und Emily Mann aufgenommen wurde. Diese ließen den Wagen im August 2025 bei Sotheby’s versteigern. 